# Arnaud Delbarre
Arnaud Delbarre, né le 21 juillet 1958 à Lille, est un directeur de salle de spectacle français, directeur général de l'Olympia de Paris du 1er mars 2002 au 30 juin 2015.

## Carrière
Fils de Raoul de Godewarsvelde (photographe et chanteur), Arnaud Delbarre commence sa carrière professionnelle dans l'imprimerie puis reprend l'affaire de photographie familiale au décès de son père en 1977. De 1976 à 1981, il est photographe la semaine et musicien le week-end. 
Arnaud Delbarre devient bassiste du groupe rock Stocks en 1982. Il participe à l'album Éclats de rock en 1984, et à la période de scène qui s'ensuit jusqu'en 1986. En 1987, il fonde une société d’édition et de production musicale, et édite des artistes du Nord. Il produit notamment la chanteuse Patsy.
De 1990 à 1992, il développe « Les quartiers d’été », programme d'accès à la culture, pour le compte du Conseil régional du Nord-Pas-de-Calais. Lui est confiée ensuite jusqu'en 1994, la direction du Palais du Nouveau Siècle, salle de spectacles de 2000 places à Lille.
Après avoir dirigé le Zénith de Lille d'avril 1994 à 2001, il retrouve le groupe Stocks de 2001 à 2003, à l'occasion de la sortie de l'album Trois, et tourne définitivement la page le 5 juillet 2003 lors du concert à Villeneuve-d'Ascq de la tournée des stades de Johnny Hallyday. 
Il est nommé directeur général de l'Olympia de Paris le 1er mars 2002. Dans le cadre de son mandat, Arnaud Delbarre est trésorier et administrateur du Syndicat national des producteurs, diffuseurs et salles de spectacles (Prodiss). Il quitte ses fonctions à l'Olympia le 30 juin 2015, à la suite de la prise de contrôle du groupe Vivendi (propriétaire de la salle de spectacles), par le groupe Bolloré.
En 2018, il est conseiller artistique pour l'enregistrement de l'album de reprises Les gens du Nord.